# .cs
.cs — в Інтернеті, національний домен верхнього рівня (ccTLD) для Сербії і Чорногорії.
Початково призначений для Чехословаччини, домен був скасований після її розпаду.
До 2006 року код cs у ISO 3166-1 був виділений для Сербії і Чорногорії, але там використовувався домен .yu. Після розпаду Сербії і Чорногорії на незалежні держави для новоутворених держав в ISO-3166-1 зарезервовані коди me і rs, а IANA зарезервувала відповідні домени .me і .rs.